# Gaig crestat
El gaig crestat (Platylophus galericulatus) és un ocell, l'única espècie del gènere Platylophus. Habita els boscos de la Península Malaia, Sumatra, Java, i Borneo.
La classificació del gaig crestat és incerta. Podria ser un membre basal de la família dels còrvids però també s'ha apuntat que podria estar relacionat amb els lànids. Tractat per alguns com l'única espècie d'una família monotípica, els platilòfids (Platylophidae).